# Limbile Podișului Central
Cele douăzeci de limbi ale Podișului Central sunt o ramură reziduală a familiei lingvistice a Podișului, vorbite în Nigeria Centrală. Limba Tyap (sau Katab) are peste 200.000 de vorbitori, iar limba Jju (sau Kaje), strâns înrudită, are peste 300.000. Limba Hyam (sau Jabba) are 100.000 de vorbitori. Limba Cori este renumită ca fiind una dintre puținele limbi în care tonul lingvistic are șase niveluri, deși doar trei sunt necesare pentru scris.

## Clasificare
Limbile Podișului Central sunt un grup geografic apropiat, cu numeroase asemănări; cu toate acestea, ele constituie un grup rezidual, o uniune lingvistică. Următoarea clasificare este preluată din Blench (2008). Poate exista o distincție între Podișul de Nord și restul Podișului Central, dar mai mult din punct de vedere geografic; Gerhardt (1994) susține că aceste limbi sunt conectate.
- Rigwe (Irigwe)
- Izeric
  - Izere: Izere din N-V și N-E, Cèn, Ganàng
  - Fəràn (Firan) – înrudit cu Izere
- Tyapic
  - Tyap (Katab): Tyap propriu-zis, Gworok, Takat (Attakar), Tyecha̱rak (Kacecere), Sholyia̱ (Sholio), Fantswam (Kafanchan), Tyuku
  - Jju (Kaje)
- Hyamic
  - Cori (Kyoli)
  - Dangana
  - Hyam (Jabba): Hyam of Nok, Sait, Dzar; poate și Yaat, Ankun se despart
  - Shamang
  - Zhire (Shang este relexificat Zhire)
- Koro
  - Koro: Ashe, Begbere-Ejar
  - Yeskwa (Nyankpa)
  - Idun, Gwara
- Gyongic
  - Gyong (Kagoma)
  - Nghan (Kamantan)
- Platoul de Nord (Nord-Vest)
  - Adara (Eda, Edra)
  - Kuturmi
  - Kulu (Ikulu)
  - Idon
  - Doka
  - Iku (Iku-Gora-Ankwe)

Blench (2018) împarte limbile Podișului Central în două grupuri distincte: Podișul de Nord-Vest, format din Eda/Edra, Acro-Obiro (Kuturmi), Kulu, Idon, Doka, Iku-Gora-Ankwe și Podișul Central-Vestic, format din grupurile Rigwe, Tyapic, Izeric, Hyamic, Koro și Gyongic.
Multe dintre limbi, inclusiv jju, fuseseră clasificate anterior ca parte a unui grup vorbit în sudul Zariei.